# 탈출 속도

흔히 '뉴턴의 대포'라고도 불리는 아이작 뉴턴의 탈출 속도 분석. A, B는 지구로 다시 떨어지고, C, D는 고정된 높이에서 궤도를 형성한다. E는 탈출 속도를 지닌 경우이다.

탈출 속도(脫出速度, 영어: escape velocity)는 물체의 운동 에너지(속도)가 행성등의 중력 위치 에너지(궤도속도)를 넘는 속도를 의미한다. 대개는 궤도운동을 하는 행성이나 위성등의 중력장을 빠져나가는 속도로 이해한다. 즉, 인공위성이나 로켓이 지구 등 천체의 인력을 벗어나 탈출하기 위한 최소한도의 속도이다.
중력장을 빠져나가기 위해서는 어느 방향으로가 중요한 것이 아니라 얼마나 빠르냐가 중요하기 때문에, 속도라는 말은 사실 약간 문제가 있으며, 속력이 보다 적합하다. 따라서 학술적으로는 탈출 속도는 벡터가 아닌 스칼라 형태이다.

## 개요
탈출 속도는 주어진 중력장과 위치로부터 별다른 추진없이 중력을 벗어날 수 있는 최소 속도를 의미한다. 계산이 편리하도록, 별다른 기술이 없다면 균일한 구 형태의 행성으로부터 수직으로 움직이는 물체, 즉 행성의 중심으로부터 뻗어나오는 선을 따라 움직이는 물체를 다루는 것으로 하며, 해당 물체에 작용하는 유일한 힘은 행성의 중력으로 가정한다.
탈출 속도는 방향성을 기술하지 않기 때문에 속도가 아니라 속력의 개념이다. 탈출 속도를 유도하는 가장 쉬운 방법은 에너지 보존 법칙을 이용하는 것이다. 질량 M의 행성 중심으로부터 r의 거리에 있는 초기 속도 {\displaystyle v_{e}}의 질량 m의 물체를 생각해보자. 해당 물체에는 운동 에너지와 위치 에너지만이 존재하므로, 초기 상태와 최종 상태의 에너지의 합이 동일하다는 에너지 보존 법칙을 사용하면 다음 식을 얻을 수 있다.
{\displaystyle (K+U_{g})_{i}=(K+U_{g})_{f}.\,}
중력장을 간신히 벗어날 정도의 에너지, 즉 무한대의 거리에서 속력이 0일 조건을 구하는 것이 목적이므로, 최종 상태에서의 운동에너지 및 위치 에너지 Kf 와 Ugf는 모두 0이다. 따라서,
{\displaystyle {\frac {1}{2}}mv_{e}^{2}+{\frac {-GMm}{r}}=0+0}
{\displaystyle v_{e}={\sqrt {\frac {2GM}{r}}}}
보다 형식적으로 정의한다면, 탈출 속도는 중력장 내에 위치한 초기 위치로부터, 무한대의 거리로 물체를 이동시키고 또한 최종 속도가 0이 되도록 하는 초기 속도를 의미한다. 반대로 말해서, 무한대의 거리의 초기 속도 0인 물체가 단지 중력에 의해서 끌어당겨져서 어떤 위치까지 이동했을 때의 속도가 바로 그 위치에서의 탈출 속도가 된다. 일반적인 행성이나 위성에 대해 탈출 속도를 언급할 때는, 표면을 초기 위치로 가정한다. 지표면에서의 탈출 속도는 대략 11.2 km/s(마하 34)정도이다. 하지만 고도 9,000 km에서는 대략 7.1 km/s 이하이다.
회전체에서의 탈출 속도는 탈출하려는 물체가 향하는 방향에 좌우된다. 예로, 지구의 회전 속도는 적도를 기준으로 465 m/s 이므로, 지구의 적도에서 동쪽으로 향하는 접선상으로 발사된 로켓은 10.735 km/s의 초기 속도가 필요한 반면, 적도에서 서쪽으로 발사된 로켓은 11.665 km/s의 초기 속도가 필요하다. 표면 속도는 위도에 대한 코사인 함수의 형태로 감소하기 때문에, 우주선 발사 장소는 가능하면 적도 근처에 설치하려고 한다. 예로, 프랑스령 기아나에 위치한 유럽의 기아나 우주 센터는 적도로부터 5도밖에 떨어져 있지 않다.

## 오해
많은 사람들이 탈출 속도에 대해 로켓과 같은 추진력을 가진 물체가 반드시 탈출 속도에 도달해야만 지구 중력권을 탈출할 수 있다고 믿고 있지만, 이는 잘못된 지식이다. 로켓은 사실 지표면에서 탈출 속도에 해당하는 속도를 가질 수조차 없다. 탈출 속도는 어떤 물체가 단순히 지표면에서 발사되고 그 이후 어떠한 운동 에너지도 공급받지 않는 경우에 그 행성의 중력권을 탈출하기 위해 지표면에서 가져야 하는 속도일 뿐이다. 사실 지속적으로 양의 속력를 유지할 수 있는 비행체라면 어떤 속도라도 지구 중력을 탈출할 수 있다.

## 궤도
탈출 속도를 지닌 물체가 만약 행성으로부터 수직으로 벗어나는 형태가 아니라면, 곡선 형태의 궤적을 이루게 된다. 이 궤적은 닫힌 형태가 아닐지라도, 궤도로 인식된다. 물체에 작용하는 힘이 중력밖에 없다면, 에너지 보존 법칙에 의해 이 물체는 어떤 위치에서든 탈출 속도를 지니게 되며, 행성의 질량 중심을 중심으로 하는 포물선 궤적을 그린다.
또한 우주에는 여러 중력장이 얽혀 있기 때문에, 지구에 대한 탈출 속도를 만족한다고 해서 지구로부터 탈출할 수 있는 것은 아니다. 지구로부터 완전히 탈출하기 위해서는 태양으로부터 역시 탈출해야하며, 태양으로부터의 탈출 속도는 지구로부터의 탈출 속도보다 더 크다. 만약 지구의 탈출 속도만을 만족한다면, 초기에는 지구를 초점으로 하는 포물선 궤도를 그리는 것처럼 보이겠지만, 최종적으로는 태양을 초점으로 하는 닫힌 타원 궤도를 그리게 될 것이다.
| 위치        | 탈출대상       | Ve (km/s) | 주석      |  | 위치    | 탈출대상  | Ve (km/s) |
| 태양        | 태양 중력      | 617.5     |           |  |         |           |           |
| 수성        | 수성 중력      | 4.3       | :230      |  | 수성    | 태양 중력 | 67.7      |
| 금성        | 금성 중력      | 10.3      |           |  | 금성    | 태양 중력 | 49.5      |
| 지구        | 지구 중력      | 11.2      | :200      |  | 지구/달 | 태양 중력 | 42.1      |
| 달          | 달 중력        | 2.4       |           |  | 달      | 지구 중력 | 1.4       |
| 화성        | 화성 중력      | 5.0       | :234      |  | 화성    | 태양 중력 | 34.1      |
| 목성        | 목성 중력      | 59.6      | :236      |  | 목성    | 태양 중력 | 18.5      |
| 가니메데    | 가니메데 중력  | 2.7       |           |  |         |           |           |
| 토성        | 토성 중력      | 35.6      | :238      |  | 토성    | 태양 중력 | 13.6      |
| 천왕성      | 천왕성 중력    | 21.3      | :240      |  | 천왕성  | 태양 중력 | 9.6       |
| 해왕성      | 해왕성 중력    | 23.8      | :240      |  | 해왕성  | 태양 중력 | 7.7       |
| 명왕성      | 명왕성 중력    | 1.2       |           |  |         |           |           |
| 태양계 중심 | 우리 은하 중력 | 492 ~ 594 | [ 3 ]     |  |         |           |           |
| 사건 지평선 | 블랙홀의 중력  | ≥ 299,792 | 빛의 속력 |  |         |           |           |

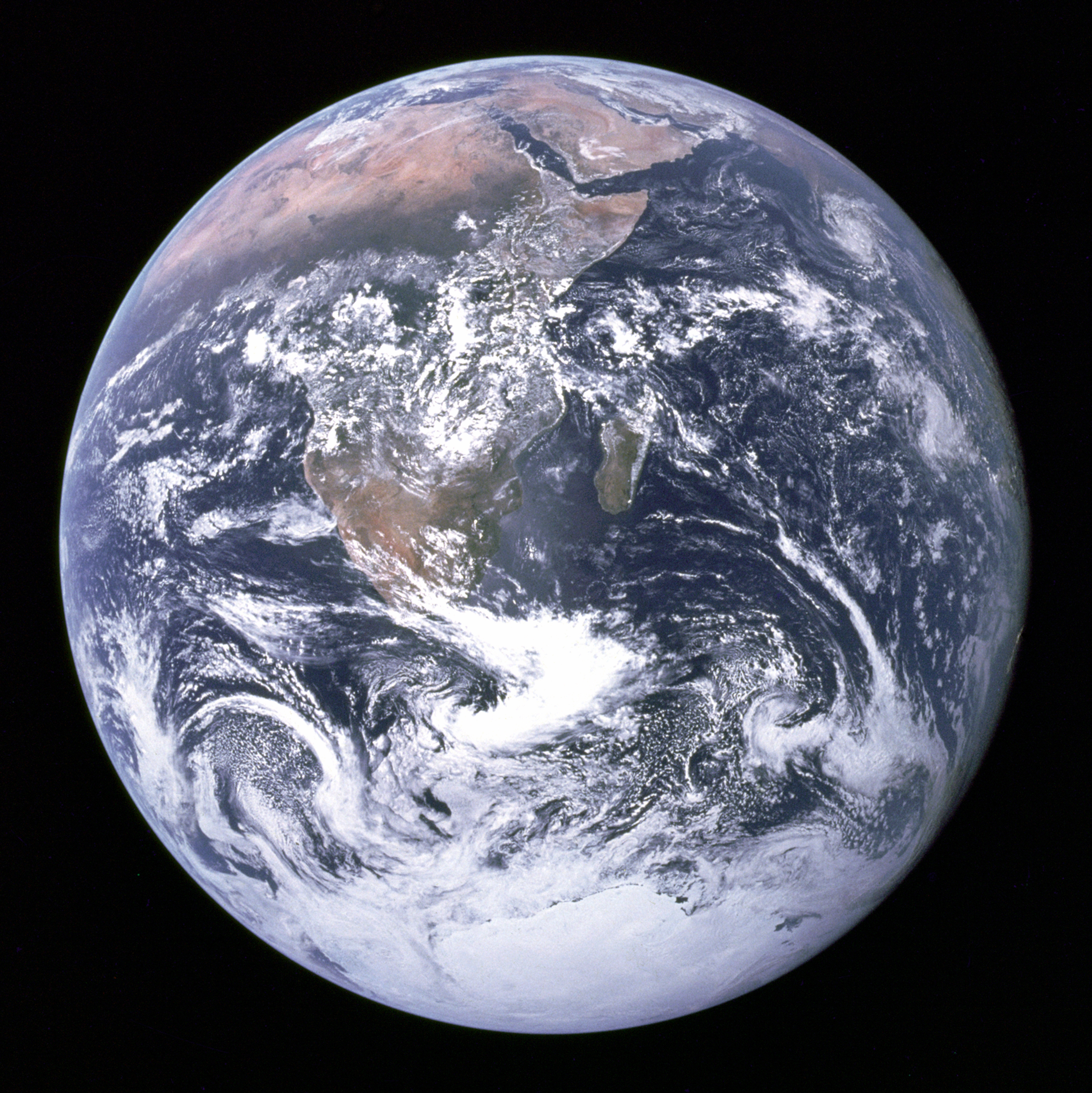
지구로부터 탈출하기 위해서는 11.2 km/s의 속도면 되지만, 태양으로부터 탈출하기 위해서는 617.5 km/s의 속도가 필요하다.

지구 대기권이 존재하기 때문에 마찰에 의해서 지표면에서 탈출속도 (11.2km/s) 보다 높은 속도로 물체를 발사해야 한다. 또는 해당 속도까지 가속을 해야하며 해당 속도가 되면 더 이상 추력이 필요하지 않다. 따라서 인공위성을 발사하는 경우에 1/2차 로켓을 이용하여 공기저항이 적은 고도까지 상승한 후, 최종 발사체를 보다 낮은 탈출속도로 발사한다.

## 같이 보기
- 블랙홀 - 탈출 속도가 빛의 속도 보다 크다.
- 공전 속도
- 반중력
- 우주엘리베이터